# موزه هنر کیمبل

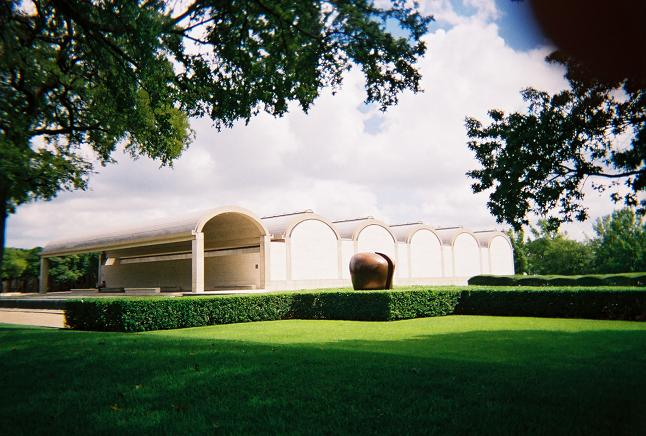

موزه هنر کیمبل (به انگلیسی: Kimbell Art Museum) یکی از موزه‌های مشهور ایالات متحده آمریکاست. 
این موزه در شهر فورت وورث در تگزاس قرار دارد و توسط استاد بزرگ معماری لویی کاهن طراحی گردید.

## نگارخانه

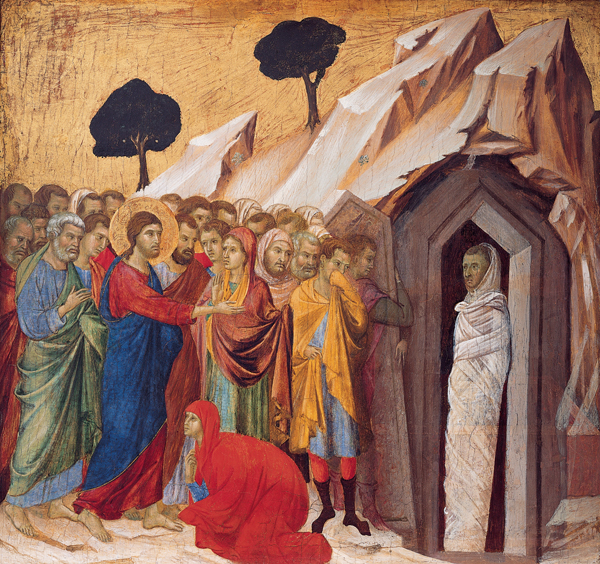
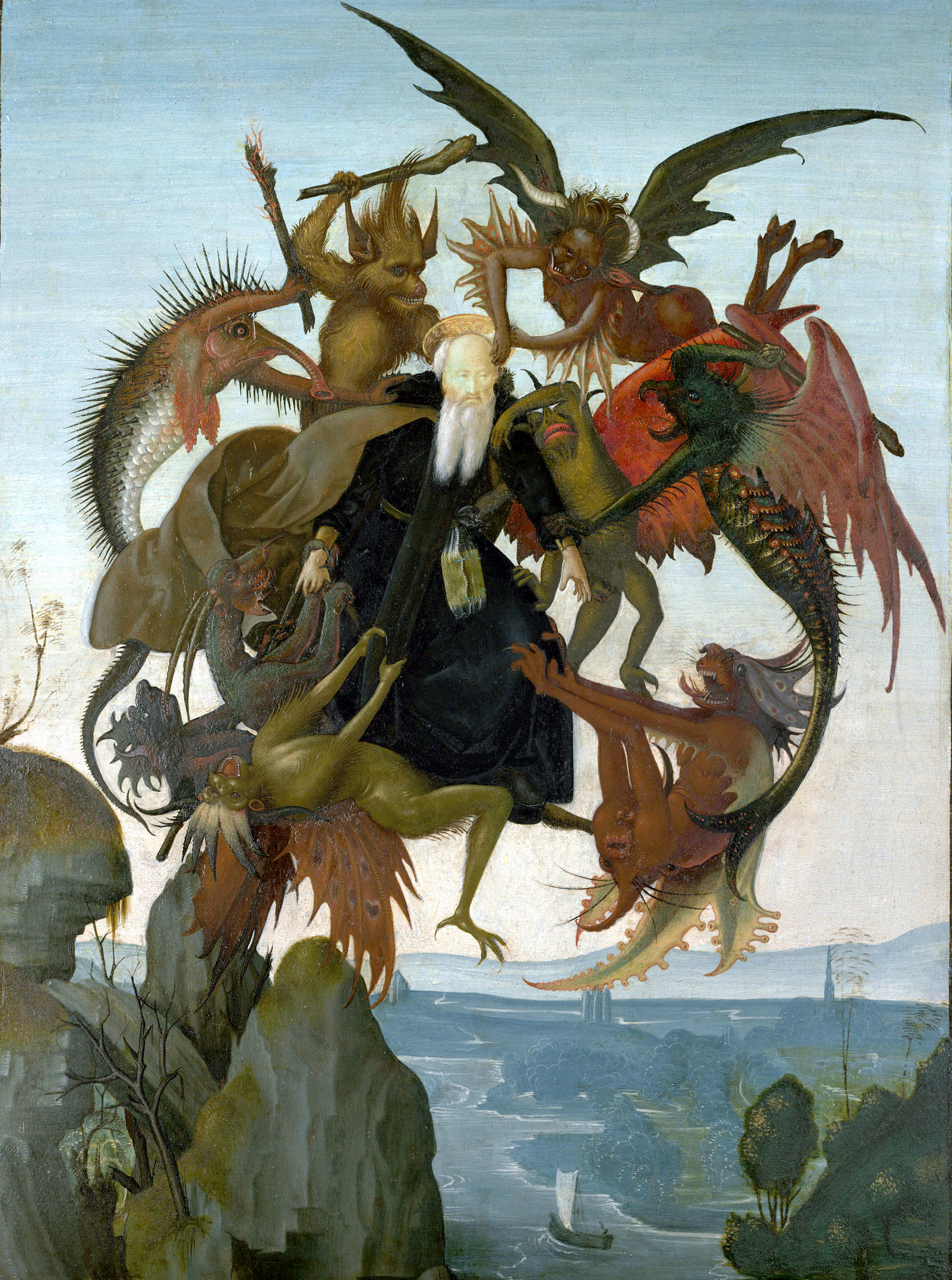
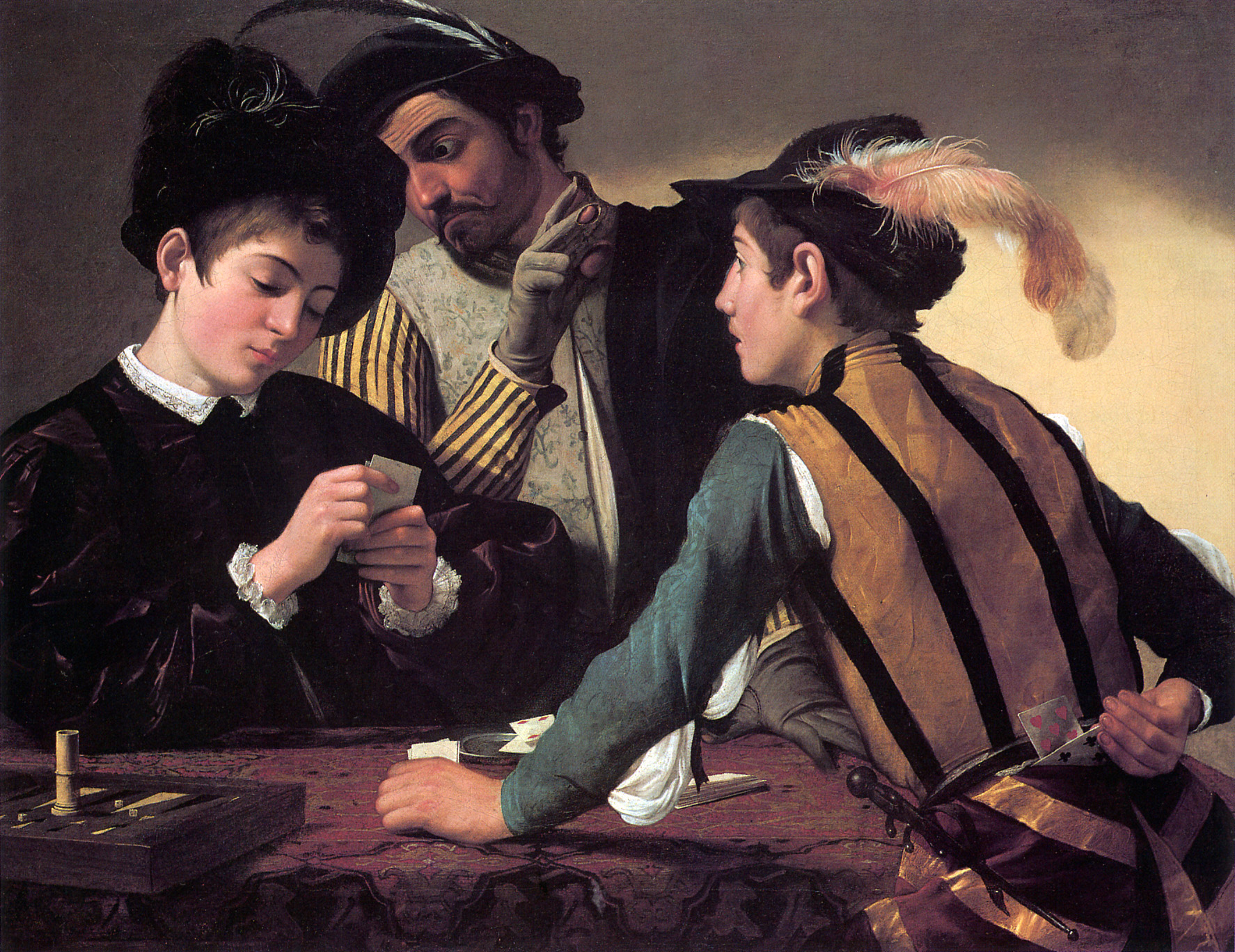
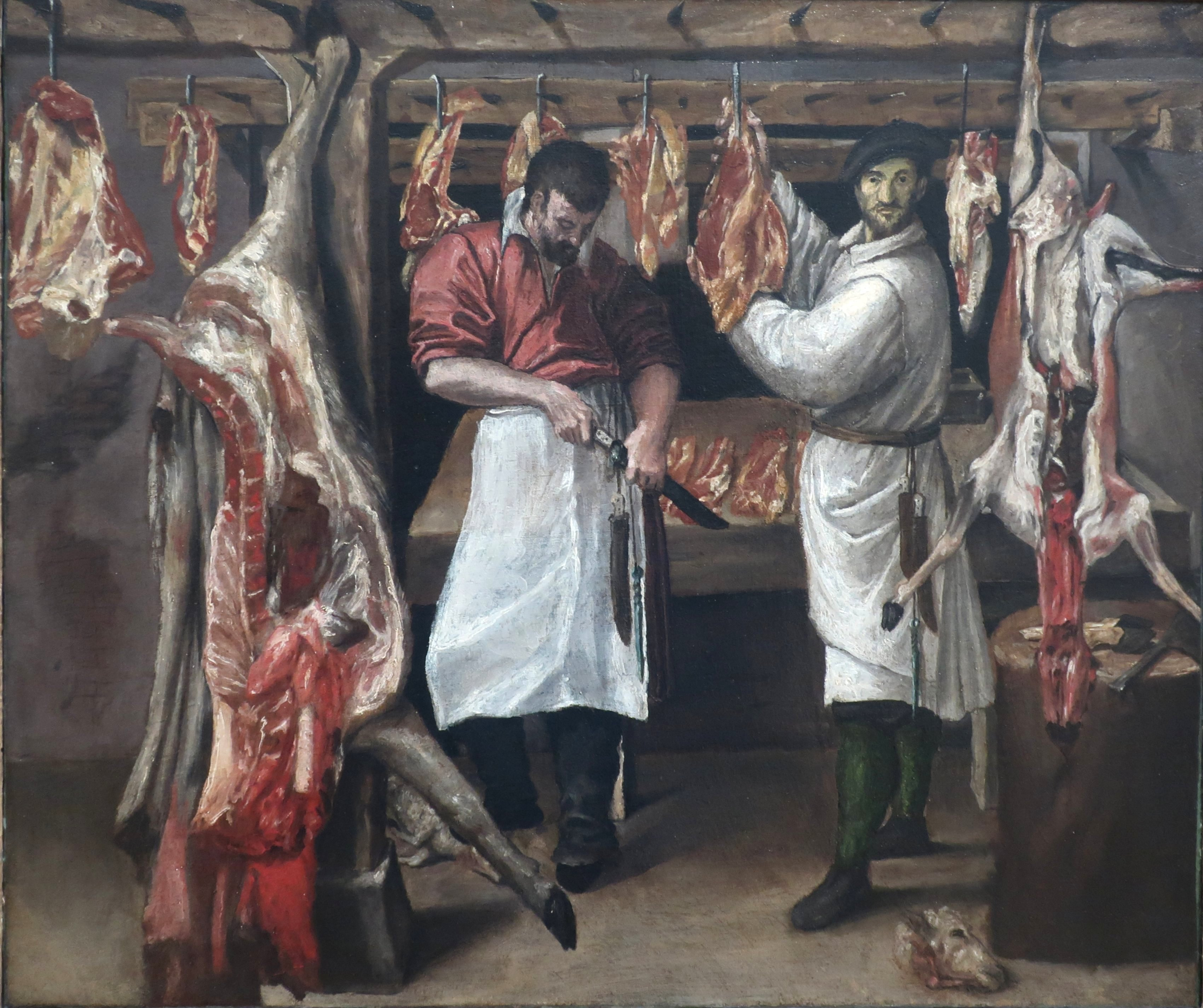
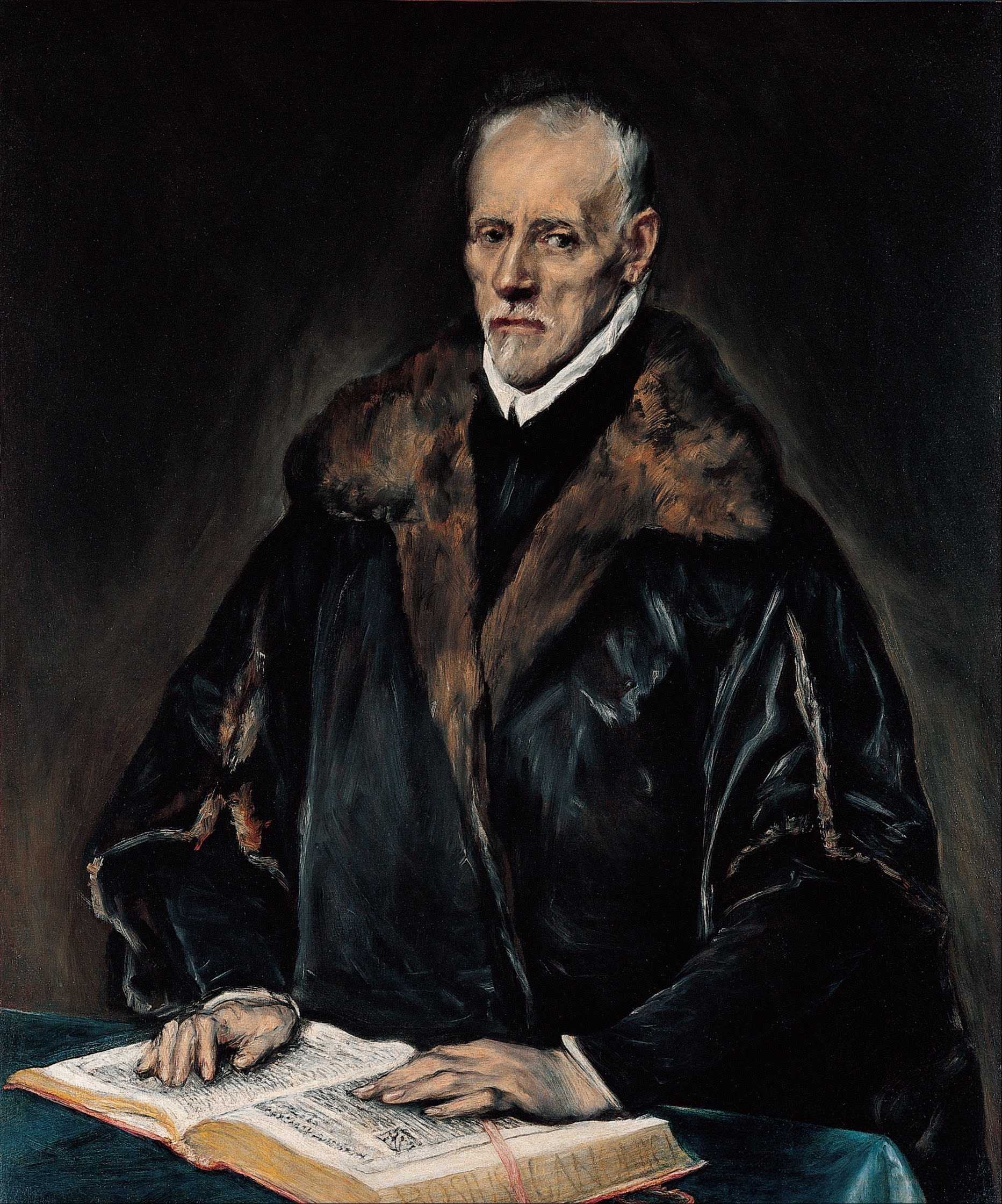
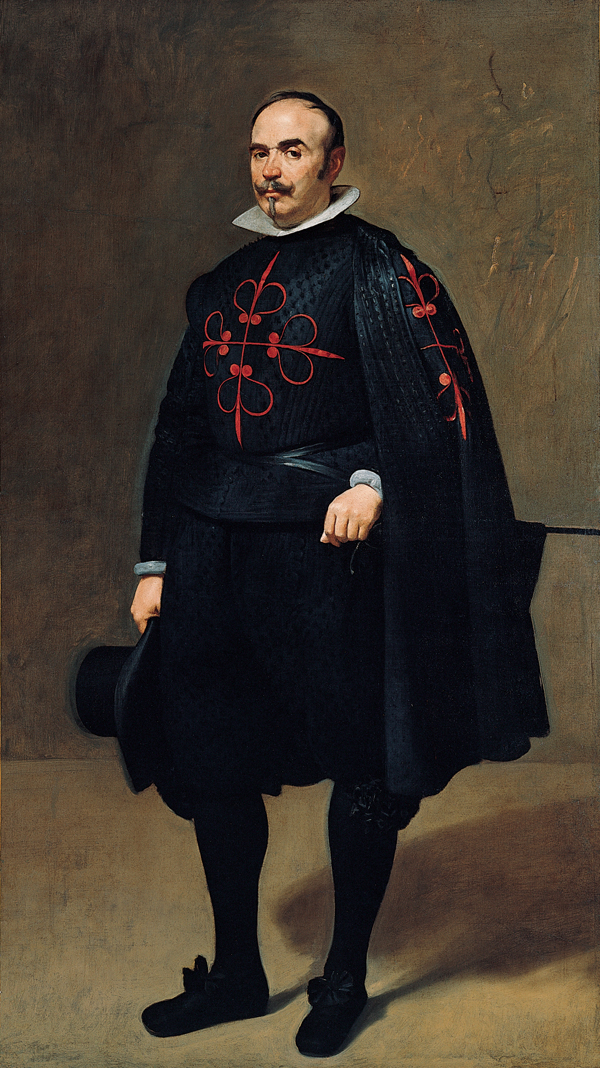
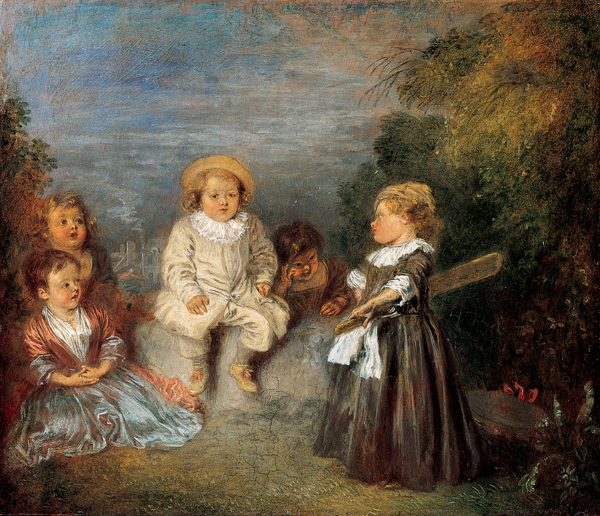
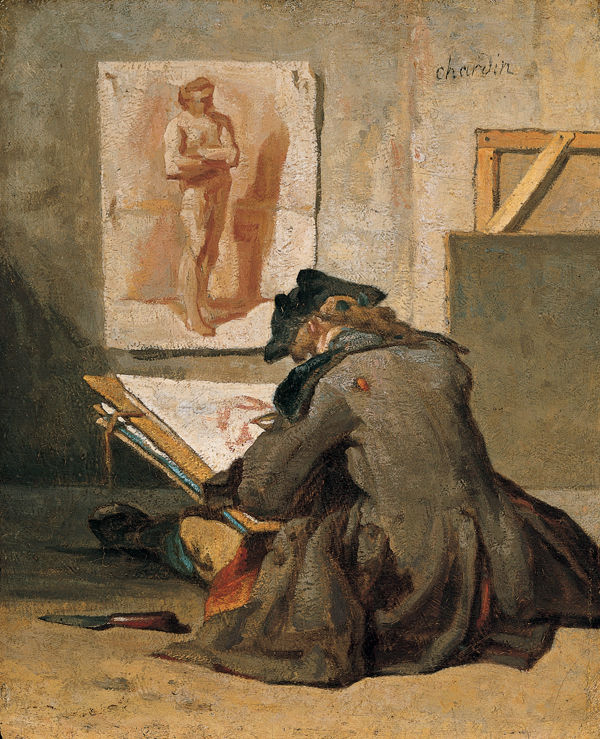
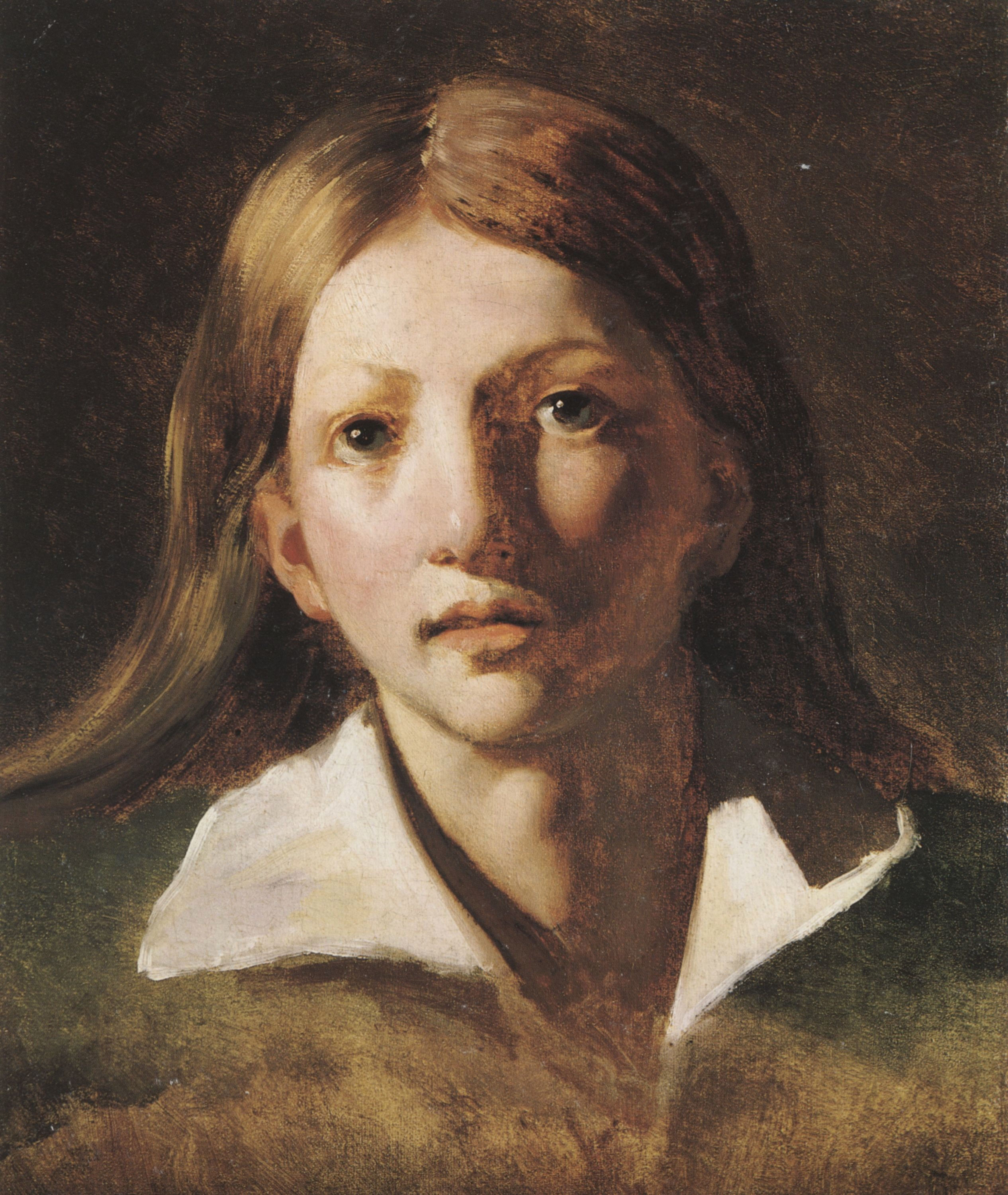
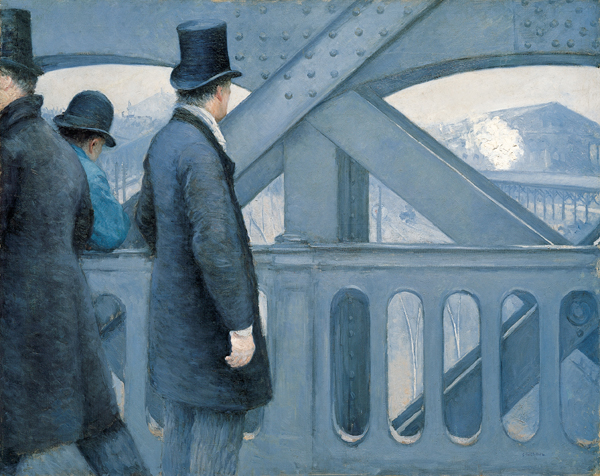
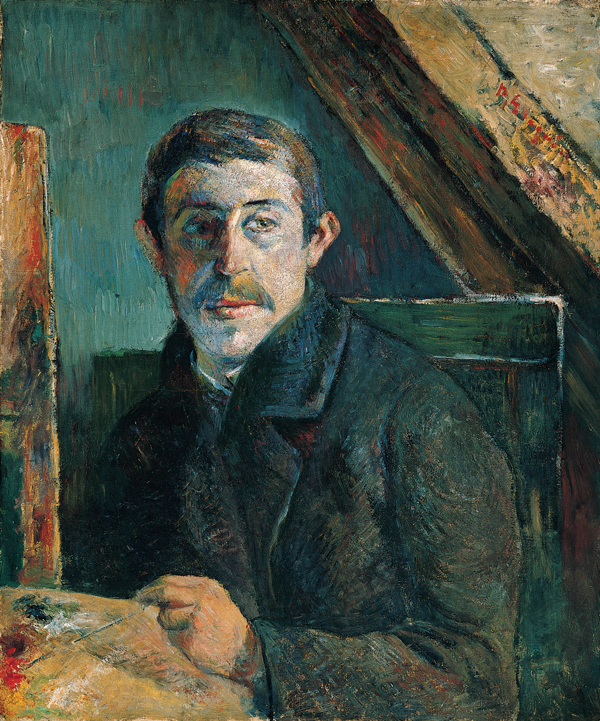
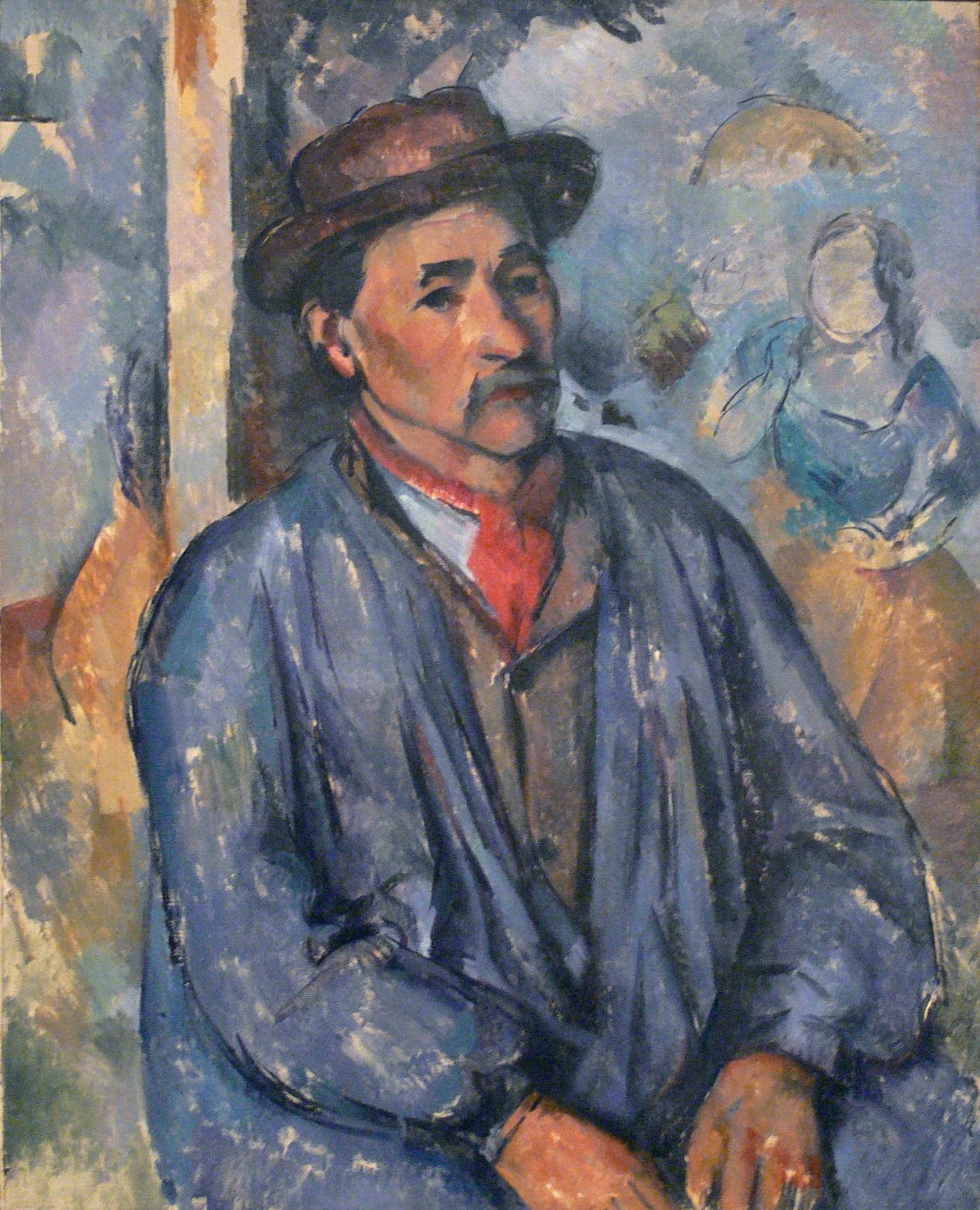